# Joseph Macaluso
Joseph Angelo Macaluso (ur. 6 kwietnia 1931 w Hamilton, zm. 22 marca 2011) – kanadyjski polityk Partii Liberalnej.

## Działalność polityczna
W okresie od 8 kwietnia 1963 do 24 czerwca 1968 reprezentował okręg wyborczy Hamilton West w kanadyjskiej Izbie Gmin.